# Єсет
Єсе́т (каз. Есет) — село у складі Бейнеуського району Мангистауської області Казахстану. Адміністративний центр та єдиний населений пункт Єсетської сільської адміністрації.
У радянські часи село називалось Коркол.
Населення — 771 особа (2021; 897 у 2009, 797 у 1999, 592 у 1989).